# Южный Бахр-эль-Газаль
Южный Бахр-эль-Газаль (фр. Barh el Gazel Sud) — один из четырёх департаментов административного региона Бахр-эль-Газаль в республике Чад. Административный центр департамента — город Муссоро.

## Население
По данным переписи населения, в 2009 году в департаменте проживали 195 376 человек (102 652 мужчины и 92 724 женщины). По другим данным, в 2012 году количество населения департамента Южный Бахр-эль-Газаль составляло 225 827 человек.

## Административное деление
Департамент Южный Бахр-эль-Газаль включает в себя 3 подпрефектуры:
- Муссоро (фр. Moussoro)
- Физигуи (фр. Fizigui)
- Амсилеп (фр. Amsilep)

## Префекты
Префекты Южного Бахр-эль-Газаль (с 2008 года):
- С 9 апреля 2008 года: Абакар Адум (фр. Abakar Adoum)[3]